# 亞歷山德里夫卡 (別爾哥羅德-德涅斯特羅夫斯基區)
46°26′31″N 29°27′18″E / 46.44194°N 29.45500°E
亞歷山德里夫卡（烏克蘭語：Олександрівка）是位於烏克蘭西南部的村莊，由敖德萨州裡比爾霍羅德-德涅斯特羅夫斯基區的彼得羅巴甫利夫卡市鎮 負責管轄。該村始建於1923年，面積3.44平方公里，海拔高度71米，2001年人口1,834，人口密度每平方公里533.14人。